# Pterocephalus pyrethrifolius
Pterocephalus pyrethrifolius är en tvåhjärtbladig växtart som beskrevs av Pierre Edmond Boissier och Hohen. Pterocephalus pyrethrifolius ingår i släktet Pterocephalus och familjen Dipsacaceae. Inga underarter finns listade i Catalogue of Life.